# Glenmark, Eriksson, Strömstedt
Glenmark, Eriksson, Strömstedt är ett studioalbum från 1995 av den svenska poptrion GES. På albumlistorna placerade det sig som högst på 1:a plats i Sverige och 13:e plats i Norge.

## Låtlista
1. Hon är min - 4:23
2. En jävel på kärlek - 3:37
3. Leta där du bor - 4:11
4. Stanna världen en stund - 3:55
5. Ingenting minner om dej - 4:18
6. Jag gråter inte mer - 2:55
7. Människor som vi - 3:34
8. Natten är min vän - 4:07
9. Från dag till dag - 4:47
10. Älska din älskling - 2:49
11. Nåt som går - 3:45
12. När vi gräver guld i USA - 4:09

## Listplaceringar
| Lista (1995-1997) | Topplacering |
| ----------------- | ------------ |
| Norge             | 13           |
| Sverige           | 1            |

### Fotnoter
1. ↑  ”Glenmark, Eriksson, Strömstedt”. Svensk mediedatabas. 26 februari 1995. http://smdb.kb.se/catalog/id/001507571. Läst 17 november 2014.
2. ↑  ”Glenmark, Eriksson, Strömstedt”. Norwegiancharts. 26 februari 1995. http://norwegiancharts.com/showitem.asp?interpret=Glenmark+%2F+Eriksson+%2F+Str%F6mstedt&titel=Glenmark+%2F+Eriksson+%2F+Str%F6mstedt&cat=a. Läst 18 januari 2008.
3. ↑  ”Glenmark, Eriksson, Strömstedt”. Swedishcharts. 26 februari 1995. http://swedishcharts.com/showitem.asp?interpret=Glenmark+%2F+Eriksson+%2F+Str%F6mstedt&titel=Glenmark+%2F+Eriksson+%2F+Str%F6mstedt&cat=a. Läst 18 januari 2008.